# Corumbá de Goiás
Corumbá de Goiás är en kommun i Brasilien.   Den ligger i delstaten Goiás, i den centrala delen av landet, 80 km väster om huvudstaden Brasília. Antalet invånare är 10 344.
Omgivningarna runt Corumbá de Goiás är huvudsakligen savann. Runt Corumbá de Goiás är det glesbefolkat, med 8 invånare per kvadratkilometer.